# Dionne Farris
Dionne Yvette Farris (Plainfield, Nueva Jersey, 4 de diciembre de 1969) es una cantante, compositora, productora y actriz estadounidense. Dionne empezó a interesarse por el canto a una temprana edad, participando en concursos escolares. A comienzos de los años noventa fue vocalista de la agrupación de hip hop Arrested Development, con los que logró un hit single llamado “Tennessee”.
Farris logró su máxima popularidad cuando lanzó su álbum debut Wild Seed - Wild Flower (1994) con el sello Columbia Records. El álbum contenía el sencillo que ingresó en el Top 40, "I Know" (1995). En 1996 fue nominada a un premio Grammy como mejor cantante de pop femenina.
Tiene una hija llamada Tate Farris, conocida como Baby Tate, ellas dos crean y producen sus melodías.

## Discografía

### Estudio
- Wild Seed – Wild Flower (1995), Columbia
- For Truth If Not Love (2007), Music World
- Signs of Life, (2011), Free & Clear Records
- Dionne Get Your Gunn (2013), Free & Clear Records
- DionneDionne (2014), Free & Clear Records

### Sencillos
- "I Know" (1995), Sony
- "Don't Ever Touch Me Again" (1995), Sony
- "Passion" (1996), Sony
- "Food for Thought" (1996), Sony [promo]
- "For Once in My Life" (1996), The Truth About Cats & Dogs (movie soundtrack)
- "Hopeless" (1997), Sony